# Рощино (Ставропольский край)
Ро́щино — посёлок в Курском районе (муниципальном округе) Ставропольского края России.
До 16 марта 2020 года являлся административным центром сельского поселения Рощинский сельсовет.

## Варианты названия
- Центральная усадьба свх. № 8 Моздокский[2]

## Географическое положение
Расстояние до краевого центра: 275 км.
Расстояние до районного центра: 53 км.

## История
Дата основания: 1932 г.
В соответствии с Указом Президиума Верховного Совета РСФСР от 21 сентября 1964 года посёлок Центральная усадьба совхоза № 8 «Моздокский» переименован в посёлок Рощино.

## Население
| 1989 | 2002 | 2010 | 2021  |
| ---- | ---- | ---- | ----- |
| 778  | ↗921 | ↘845 | ↗1007 |

По данным переписи 2002 года 46 % населения — русские.

## Инфраструктура
- Культурно-досуговый центр
- В 800 м к западу от посёлка расположено общественное открытое кладбище площадью 28000 м²[9]

## Образование
- Детский сад № 9 «Ромашка»
- Средняя общеобразовательная школа № 9

## Памятники
- Братская могила советских воинов, погибших в боях с фашистскими захватчиками. 1942—1943, 1954 года[10]
- Братская могила 55 советских воинов, погибших в боях с фашистскими захватчиками. 1942—1943, 1967 года[11]
- Памятник В. И. Ленину. 1950 год[12]